# Świątkowice (województwo kujawsko-pomorskie)
Świątkowice – wieś w Polsce położona w województwie kujawsko-pomorskim, w powiecie włocławskim, w gminie Baruchowo.
W latach 1975–1998 miejscowość położona była w województwie włocławskim. We wsi znajduje się cmentarz ewangelicko-augsburski. Według Narodowego Spisu Powszechnego (III 2011 r.) miejscowość liczyła 281 mieszkańców. Jest trzecią co do wielkości miejscowością gminy Baruchowo.